# Macalelon
Macalelon est une municipalité de la province de Quezon, aux Philippines.